# فرودگاه بین‌المللی تنینته لوییس کندلاریا
فرودگاه بین‌المللی تنینته لوییس کندلاریا (به انگلیسی: Teniente Luis Candelaria International Airport) (به زبان بومی: Aeropuerto Internacional de Bariloche - Teniente Luis Candelaria) یک فرودگاه همگانی و نظامی مسافربری با کد یاتا BRC است که یک باند فرود آسفالت دارد و طول باند آن ۲۲۰۰ متر است. این فرودگاه در کشور آرژانتین قرار دارد و در ارتفاع ۸۴۶ متری از سطح دریا واقع شده است.